# Язд (остан)
Язд (на персийски: یزد) е остан (провинция) в Иран. Намира се в центъра на страната, има площ 129 285 km2, население над 1 000 000 души, около 85% от което живеят в градовете. Административният център на провинцията е град Язд.

## География
Провинцията Язд е разположена в центъра на Иран и граничи с провинциите Исфахан, Южен Хорасан, Керман и Фарс. Разположена е между две пустини – Дащ-е Кавир и Дащ-е Лут и има на територията си големи участъци с планински релеф. Западните и югозападните планини са продължение на веригата Загрос. Най-високият връх на територията на провинцията се нарича Шир Кух (شيركوه), в превод Лъвска планина, и се намира на 40 km от града Язд.
Като цяло провинцията има горещ пустинен климат, като на повечето места лятото и пролетта са много горещи и сухи, а зимите студени. Различията, които се наблюдават, се определят от степента на близост към планините. В районите по-близки към планините количеството на валежите е по-голямо, а летата са по-хладни.

## История
Провинцията Язд съществува като населен район от времето на Ахеменидите. Династиите, владеещи градовете на нейната територия, се сменят много пъти, но разрушителните войни, водени през различните периоди в Персия, подминават пустинните градове и тук са запазени много паметници от пред- и следислямския период на страната.

## Административно деление на остана
Един остан в Иран се дели на шахрестани, те състоят от бахши, които на свой ред съдържат най-малките административни единици – дехестани.
| Шахрестан | Площ (km2) | Население | Градове | Бахш/Дехестан |
| --------- | ---------- | --------- | ------- | ------------- |
| Абаркух   | 5381       | 51 552    | 2       | 2/4           |
| Мейбод    | 1330       | 99 727    | 3       | 3/4           |
| Бехабад   | 8235       | 17 221    | 1       | 2/3           |
| Ардакан   | 23 665     | 97 960    | 3       | 3/5           |
| Бафг      | 15 283     | 50 845    | 1       | 1/3           |
| Хатем     | 5256       | 36 562    | 2       | 2/4           |
| Мехриз    | 6776       | 51 733    | 1       | 1/5           |
| Ашкезар   | 5486       | 32 566    | 2       | 2/2           |
| Тафт      | 5948       | 43 893    | 2       | 3/10          |
| Язд       | 2397       | 656 474   | 4       | 2/4           |

## Население
Съгласно националното преброяване през 2016 г. населението на провинцията е 1 138 533 души, като в периода между 2011 г. и 2016 г. средният годишен прираст е 1,17%. В градовете на провинцията живеят около 85% на населението. Плътността е около 9 души/km2. 91% от населението на Язд е грамотно (възрастова група над 6 г.). Етническият състав е предимно от персийци. Основната религия е шиитски ислям, но провинцията е и център на зороастризма в Иран.

## Икономика
Язд е една от най-бедните на водни ресурси провинции в Иран и това определя относително слабото развитие на нейното селско стопанство. То е концентрирано в Хатем, шахрестан с най-много водоизточници, и произвежда пшеница, царевица, ядки, грозде, нарове. В шахрестан Бафг се отглеждат фурми. В провинцията растат също слънчоглед, памук, кайсии.
Съществен принос към икономиката на провинцията дава развитата леката промишленост. Тя е представена с известната със своите традиции текстилна индустрия и машинното производство на килими. Сладкарското производство е традиционно за остана, има дълга история, а продукцията му е прочута и много се цени от иранците. Най-известните сладки от Язд са готаб, пашмак (вид захарен памук) и ирански вид баклава.
В Язд има голямо металургично производство, металообработване, производство на керамика, предприятия за добив на желязна и оловно-цинкова руда, производство на електроенергия и др. Повечето предприятия са концентрирани в промишлени градчета около градовете Язд, Мейбод и Ардакан.

## Образование
- Университет на Язд [6]
- Ислямски свободен университет, Язд [7]
- Ислямски свободен университет, Бафг
- Ислямски свободен университет, Мехриз
- Университет Пайам-е Нур [8]
- Университет за наука и изкуства [9]
- Медицински университет [10]
- Университет за приложни науки [11]

## Забележителности
- Архитектурен комплекс Амир Чагмаг в град Язд
- Голямата петъчна джамия с най-високите минарета в Иран, град Язд
- Зороастрийски храм Аташкадех
- Кулата на мълчанието
- Яхчал в град Мейбод
- Кула на гълъби в град Мейбод
- Цитадела в град Мейбод
- Втори по възраст кипарис в град Абаркух
- Аб Анбар с 6 бадгира в град Язд
- Градината Доулат Абад в град Язд, включена в списъка на ЮНЕСКО [12]